# Trigonarthron incertum
Trigonarthron incertum är en skalbaggsart som beskrevs av Jean François Villiers 1984. Trigonarthron incertum ingår i släktet Trigonarthron och familjen långhorningar.
Artens utbredningsområde är Madagaskar. Inga underarter finns listade i Catalogue of Life.